# Renato Traiola
Renato Traiola (ur. 19 grudnia 1924 w Savigliano, zm. 18 stycznia 1988 w Latinie) – włoski piłkarz wodny, brązowy medalista olimpijski z Helsinek.
Wraz z kolegami zdobył brązowy medal na Letnich Igrzyskach Olimpijskich 1952 w Helsinkach. Zagrał tam w jednym meczu.